# Jesteburg
Jesteburg est une commune allemande de l'arrondissement de Harburg, Land de Basse-Saxe. Elle siège de la Samtgemeinde Jesteburg.

## Géographie
Le territoire de la commune se situe au nord de la Lande de Lunebourg et est traversé par la Seeve.
| Rosengarten               | Harmstorf | Bendestorf |
| Buchholz in der Nordheide | Jesteburg | Marxen     |
|                           | Hanstedt  | Asendorf   |

Jesteburg est composé des quartiers d'Itzenbüttel, Reindorfer Osterberg, Lüllau et Wiedenhof.

## Histoire
Jesteburg se situe au confluent de la Hanstedter Aue et de la Seeve. Ce site marque la frontière entre les territoires du comté de Stade et des ducs de Lunebourg. Jusqu'en 1202, le territoire de Jesteburg fait partie du comté de Stade.
Jesteburg est mentionné pour la première fois en 1202 dans un certificat de l'archevêque Hartwig II d'Utlede, dans lequel il laisse au diaconat du chapitre de la cathédrale de Hambourg les églises de Gersedeburg et de Wilstorf. Il y mentionne aussi l'église Saint-Martin de Jesteburg. Dans le clocher en bois se trouve une cloche romane coulée en 1190, ce qui en fait une des plus anciennes cloches en Allemagne du Nord.
Le château fort, qui donne son nom au village, sert au XIIIe siècle  à la garde de la Seeve, qui est un axe important de transport. Il avait aussi la fonction d'un poste de douane. Il a totalement disparu, le musée archéologique de Hambourg n'a pas su le situer.
La paroisse de Jesteburg comprend une douzaine de localités et s'étend jusqu'à Handeloh. Jusqu'à la fin du Moyen Âge, il y a un Vogt qui agit au nom du duc de Brunswick-Lunebourg.
L'impôt disparaît en 1831. La réforme agraire s'applique en 1840. L'année suivante, l'église est démolie et reconstruite dans le style contemporain.
En 1872, on construit la ligne de Wittenberge à Buchholz, qui fait le lien entre Wittenberge et la ligne de Berlin à Hambourg, et Buchholz et la ligne de Wanne-Eickel à Hambourg. Une industrie locale est relancée momentanément, comme la construction d'une briqueterie et d'une menuiserie. La ligne s'arrête en 1981.
Dans la nuit du 30 au 31 janvier 1943, les bombardiers britanniques font un raid aérien sur Hambourg. Sur le chemin du retour, les bombes qui restent sont lancées au-dessus des villages traversés. À Jesteburg et Itzenbüttel, de nombreux bâtiments sont détruits et 23 personnes sans abri. Les habitants évacués de Hambourg viennent au village.
Le 19 avril 1945, les troupes britanniques atteignent Jesteburg. Pour compliquer leur avance, la Wehrmacht dynamite le pont de chemin de fer le même jour.
Jesteburg connaît une forte croissance démographique après la guerre avec l'arrivée des réfugiés. Un hôpital de guerre est installé dans la région pour accueillir les soldats blessés et les tuberculeux. Beaucoup d'entre eux meurent et sont enterrés près de l'église. Le 13 août 1950, un cimetière de guerre est aménagé pour eux sur le terrain de l'église.

## Personnalités liées à la commune
- Johann Michael Bossard (1874–1950), sculpteur.
- Walther Dobbertin (1882-1961), photographe.
- Hermann Bahlburg (1892–1962), missionnaire évangélique.
- Hans Friedrich Micheelsen (1902-1973), compositeur religieux.
- Karl Schiller (1911-1994), homme politique SPD.
- Marina Ried (1921–1989), actrice.
- Jean-Jacques Kravetz (né en 1947), musicien.
- Wiebke Frost (née en 1966), actrice.

## Source, notes et références
- (de) Cet article est partiellement ou en totalité issu de l’article de Wikipédia en allemand intitulé « Jesteburg » (voir la liste des auteurs).